# Qingtangpu (köpinghuvudort i Kina, Hunan Sheng, lat 28,05, long 111,76)
Qingtangpu (kinesiska: 清塘铺, 清塘铺镇) är en köpinghuvudort i Kina. Den ligger i provinsen Hunan, i den södra delen av landet, omkring 120 kilometer väster om provinshuvudstaden Changsha. Antalet invånare är 56 965. Befolkningen består av 27 772 kvinnor och 29 193 män. Barn under 15 år utgör 18,0 %, vuxna 15-64 år 70 %, och äldre över 65 år 10,0 %.
Runt Qingtangpu är det tätbefolkat, med 476 invånare per kvadratkilometer. Qingtangpu är det största samhället i trakten. I omgivningarna runt Qingtangpu växer i huvudsak blandskog.
Genomsnittlig årsnederbörd är 1 921 millimeter. Den regnigaste månaden är maj, med i genomsnitt 342 mm nederbörd, och den torraste är december, med 51 mm nederbörd.